# Mitterskirchen
Mitterskirchen ist eine Gemeinde im niederbayerischen Landkreis Rottal-Inn.

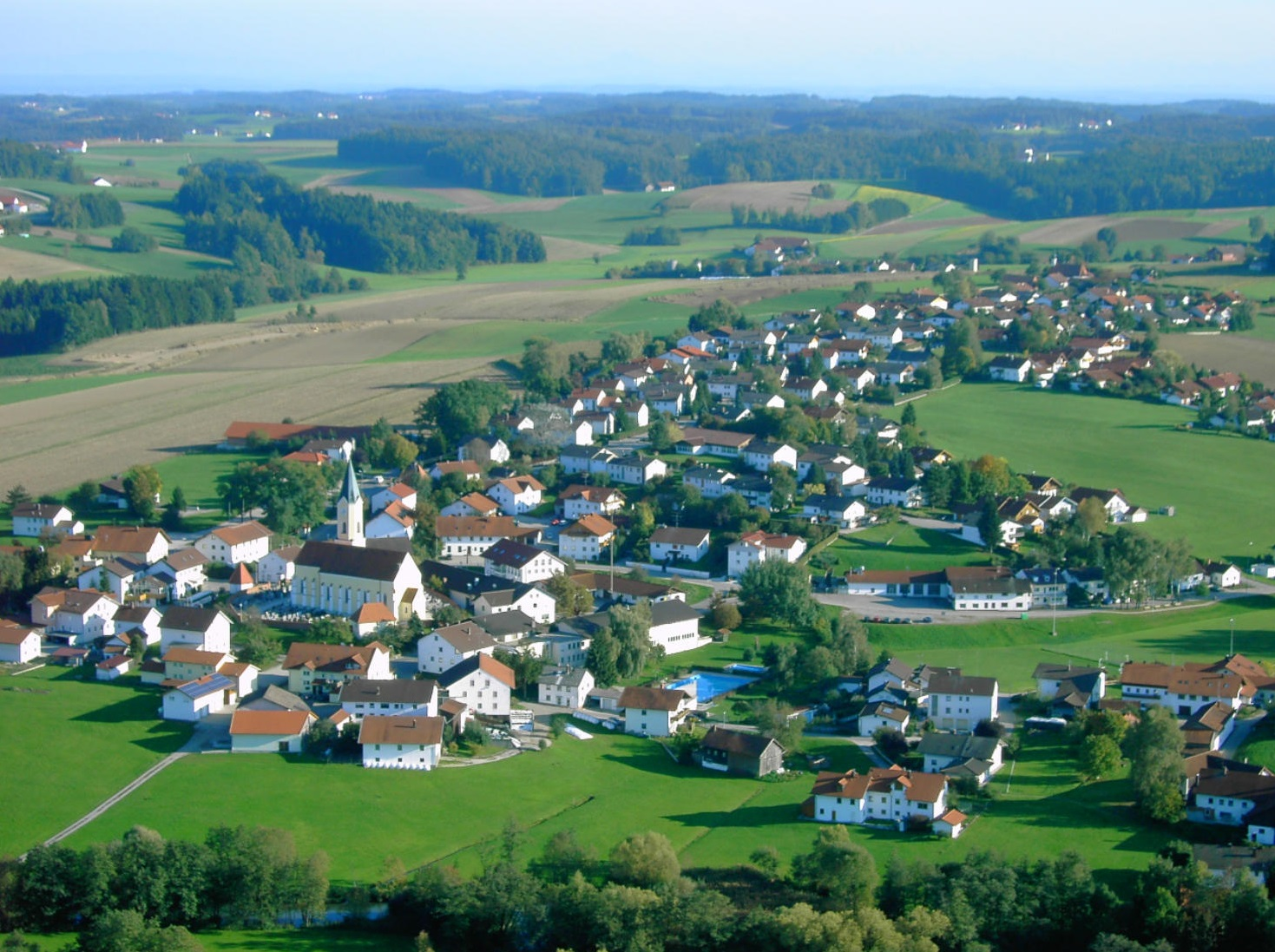
Mitterskirchen aus der Luft

## Geografie

### Geografische Lage
Mitterskirchen liegt in der Region Landshut in einem kleinen, sanften Seitental der Rott an der Grenze zu Oberbayern. Mitterskirchen befindet sich direkt an der B 588 etwa 7 km südwestlich von Eggenfelden, 18 km nördlich von Altötting, 23 km nordöstlich von Mühldorf sowie 22 km südwestlich der Kreisstadt Pfarrkirchen. Die nächste Bahnstation ist der Bahnhof Eggenfelden an der Bahnstrecke Passau–Neumarkt-Sankt Veit.

### Gemeindegliederung
Es gibt 38 Gemeindeteile (in Klammern ist der Siedlungstyp angegeben):
- Atzberg (Kirchdorf)
- Bam (Einöde)
- Bergham (Einöde)
- Biedersberg (Einöde)
- Büchel (Weiler)
- Dachsberg (Einöde)
- Eggersbach (Weiler)
- Ermannsreit (Einöde)
- Fraundorf (Dorf)
- Haargassen (Einöde)
- Hammersbach (Dorf)
- Heideck[4]
- Hirtl (Weiler)
- Hofau (Kirchdorf)
- Holzham (Dorf)
- Hummelsberg (Einöde)
- Kastengrub (Weiler)
- Kirchholzen (Einöde)
- Krandsberg (Dorf)
- Lederhub (Einöde)
- Leitenbach (Dorf)
- Lidorf (Weiler)
- Mayrhof (Weiler)
- Mitterschweib (Weiler)
- Mitterskirchen (Pfarrdorf)
- Oberham (Weiler)
- Oberschweib (Einöde)
- Oberwendling (Weiler)
- Osten (Einöde)
- Poppenberg (Weiler)
- Rotheneich (Weiler)
- Sauersberg (Weiler)
- Siebengattern (Weiler)
- Thal (Weiler)
- Unterschweib (Einöde)
- Unterwendling (Weiler)
- Winiham (Dorf)
- Zankl (Einöde)

Es gibt die Gemarkungen Hirschhorn, Mitterskirchen und Hammersbach.

## Geschichte

### Bis zum 19. Jahrhundert
Es ist anzunehmen, dass sich der Name Mitterskirchen aus der geografischen Lage zwischen zwei weiteren Kirchenorten ergab. Die ersten Siedlungstätigkeiten finden sich dort bereits im 8. Jahrhundert.
Mitterskirchen wurde im Jahr 1156 unter dem Namen „Miterenchirchen“ erstmals urkundlich erwähnt. Später erhielt es die rechtliche Stellung einer unbeschlossenen Hofmark.
Am Ort der heutigen Pfarrkirche befand sich bis ins 14. Jahrhundert eine Schlosskapelle der Edlen von Mitterskirchen. Im 16. Jahrhundert renovierte man das Gotteshaus. Im Eingangsbereich der Kirche befindet sich die Grabplatte des letzten Edlen von Mitterskirchen, Heimeran von Haunsperg und seiner Frau aus dem 16. Jahrhundert. Im Jahr 1849 wurde der Kirchturm erneuert und später das Kirchenschiff verlängert. Die ursprünglich neugotische Einrichtung der Pfarrkirche ersetzte man durch neubarocke Altäre.
Mitterskirchen gehörte zum Rentamt Landshut und zum Landgericht Eggenfelden des Kurfürstentums Bayern. Die Freiin Maria Anna von Ingenheim, geborene von Closen zu Gern und Arnstorf, besaß hier um 1800 eine offene Hofmark. Im Zuge der Verwaltungsreformen in Bayern entstand mit dem Gemeindeedikt von 1818 die heutige Gemeinde.

### 20. Jahrhundert
Große Entbehrungen musste die Gemeinde in den beiden Weltkriegen leisten. Zwischen 1914 und 1918 sind insgesamt 38 Männer aus der Dorfgemeinschaft gefallen, während des Zweiten Weltkrieges fielen 59 Mitterskirchner. Am 1. Mai 1945 wurde Mitterskirchen von Panzern der US Army unter Beschuss genommen. Die Alliierten rückten über Hofau und Eggenfelden nach Mitterskirchen vor und sind davon ausgegangen, dass sich eine Gruppe von Angehörigen der SS hier aufgehalten hat. Durch den Beschuss durch Panzergranaten sind mehrere Gebäude beschädigt worden, unter anderem auch der Kirchturm der Pfarrkirche.

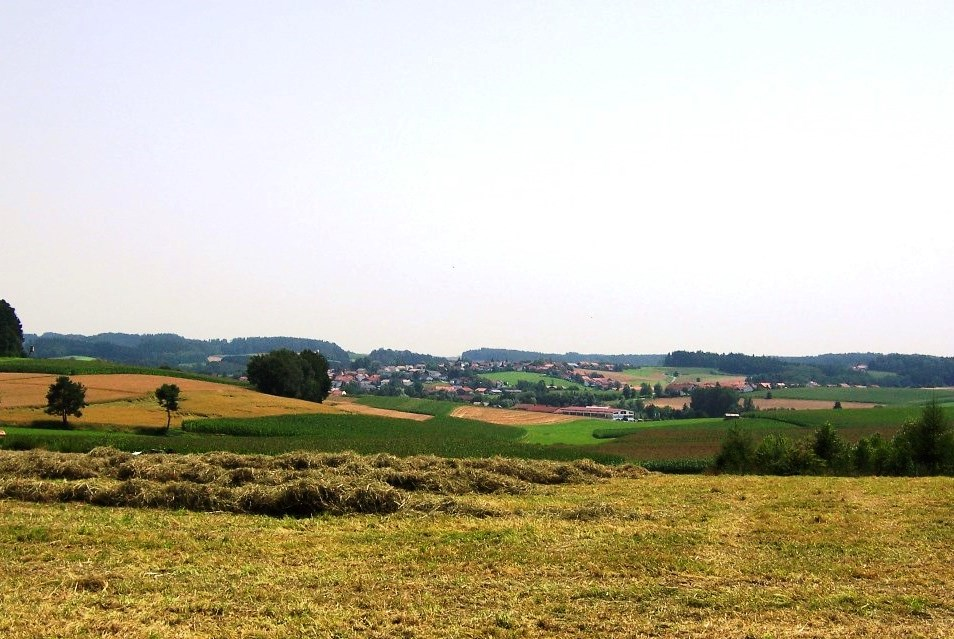
Blick über Mitterskirchen von Sauersberg aus

Trotz energischer Proteste ist die Gemeinde Mitterskirchen 1978 in die Verwaltungsgemeinschaft Wurmannsquick eingegliedert worden. Die Bürgermeister Franz Seidl und Martin Eder stellten mit den Gemeinderäten mehrere Anträge an die Bayerische Staatsregierung, um die Unabhängigkeit wahren zu können. Am 1. Januar 1994 erhielt die Gemeinde schließlich wieder ihre Selbständigkeit.
In den Nachkriegsjahren kam es zu einer regen Siedlungstätigkeit, wodurch sich der Ortskern durch die Rothneichnersiedlung in Richtung Atzberg entfaltete. 1990 wurde die Geradfeldsiedlung und 2001 das Siedlungsgebiet „Am Sonnenhang“ erschlossen. Mit der zunehmenden Einwohnerzahl musste auch die Infrastruktur der Gemeinde erheblich gesteigert werden.

### Eingemeindungen
Im Zuge der Gebietsreform in Bayern wurde am 1. Januar 1972 ein Teil der Gemeinde Hirschhorn eingegliedert. Am 1. Mai 1978 kam der kleinere Teil der aufgelösten Gemeinde Hammersbach hinzu.

### Einwohnerentwicklung
Zwischen 1988 und 2019 wuchs die Gemeinde von 1656 auf 2125 um 469 Einwohner bzw. um 28,3 %.
| Jahr      | 1961 | 1970 | 1987 | 1991 | 2000 | 2020 |
| --------- | ---- | ---- | ---- | ---- | ---- | ---- |
| Einwohner | 1394 | 1453 | 1612 | 1732 | 2087 | 2125 |

Der Anteil der unter 18-Jährigen betrug 2019 18,6 %, der der über 65-Jährigen 18,1 %.

## Politik

### Gemeinderat und Bürgermeister
Nach der Gemeinderatswahl 2020 setzte sich der Rat folgendermaßen zusammen:
- CSU/Heimatblock: 11 Sitze
- Freie Wähler: 3 Sitze

Bürgermeister ist seit Mai 2014 Christian Müllinger (CSU/Heimatblock).
Seit 1978 besteht eine Partnerschaft mit der oberösterreichischen Gemeinde Mitterkirchen im Machland.

### Wappen

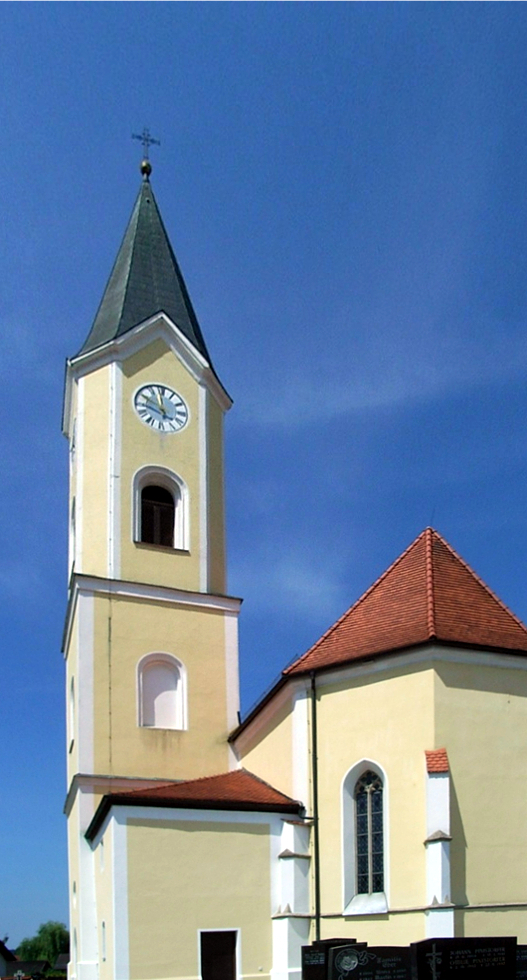
Die katholische Pfarrkirche St. Johannes der Täufer

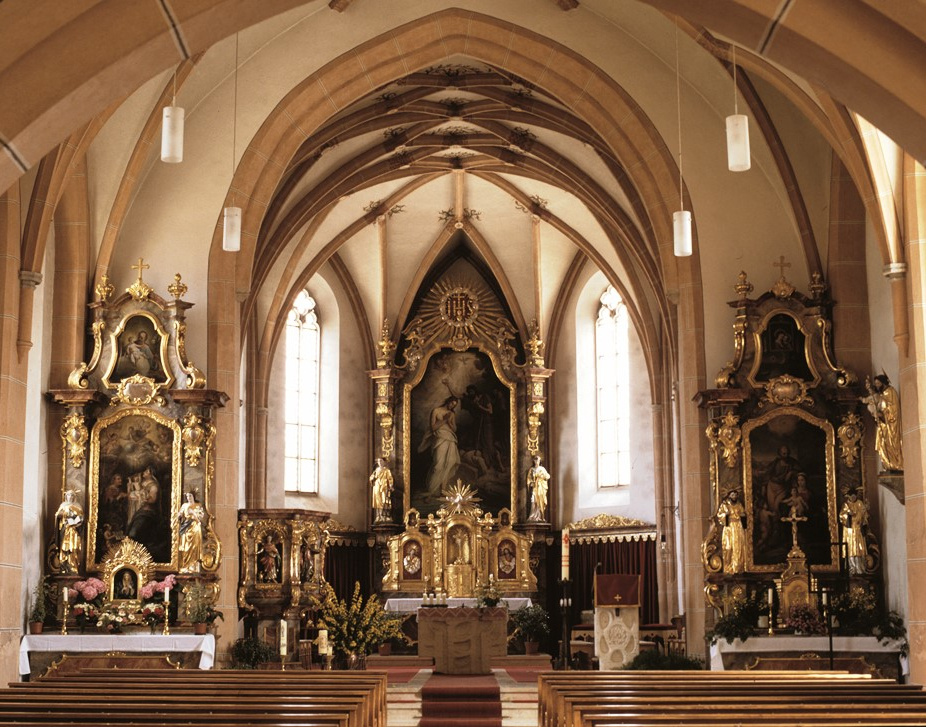
Innenraum der Pfarrkirche St. Johannes der Täufer

| Wappen von Mitterskirchen | Blasonierung: „Geteilt von Rot und Silber; oben ein mit einem blauen Wellenbalken belegter silberner Gegenzinnenbalken, unten schräg und schräglinks gestellte gekerbte blaue Stäbe.“ |
| Wappen von Mitterskirchen | Wappenbegründung: Das Wappen, das seit 1976 geführt wird, integriert mit dem Gegenzinnenbalken und den gekerbten Stäben das Familienwappen der 1660 in den Grafenstand erhobenen Herren von Haunsperg, das in einer plastischen Darstellung in der Pfarrkirche überliefert ist. Der silberne Wellenbalken verweist auf die geografische Lage des Gemeindegebiets im weiten Talgrund der Gera. |

## Kultur und Sehenswürdigkeiten

### Theater
Die Dorfbühne Mitterskirchen wurde 1994 gegründet und pflegt niveauvolles Volkstheater.

### Vereinsleben
- ESV Mitterskirchen
- Gartenbauverein Mitterskirchen
- Förderverein der Volksschule Mitterskirchen
- Dorfbühne Mitterskirchen e. V.
- Skiclub (SC) Mitterskirchen
- Arbinger Hof e. V.
- Männerkongregation Mitterskirchen
- Freiwillige Feuerwehr Mitterskirchen
- Katholischer Frauenbund Mitterskirchen
- Trachtenverein
- Katholische Landjugend Mitterskirchen
- Fanclub FC Bayern München Die roten Lederhosen e. V.
- Wasserwacht Mitterskirchen

## Wirtschaft und Infrastruktur

### Wirtschaft einschließlich Land- und Forstwirtschaft
Es gab im Jahr 2021 nach der amtlichen Statistik im Bereich der Land- und Forstwirtschaft drei, im produzierenden Gewerbe 226 und im Bereich Handel und Verkehr 68 sozialversicherungspflichtig Beschäftigte am Arbeitsort. In sonstigen Wirtschaftsbereichen waren am Arbeitsort 120 Personen sozialversicherungspflichtig beschäftigt. Sozialversicherungspflichtig Beschäftigte am Wohnort gab es insgesamt 990. Im verarbeitenden Gewerbe gab es zwei Betriebe, im Bauhauptgewerbe fünf Betriebe. Zudem bestanden im Jahr 2020 50 landwirtschaftliche Betriebe mit einer landwirtschaftlich genutzten Fläche von 1511 ha, davon waren 1004 ha Ackerfläche und 507 ha Dauergrünfläche.
Für Freizeitaktivitäten stehen das Freischwimmbad, die Stockschützenhalle, die Turnhalle und das Sportstadion zur Verfügung.

### Bildung
Im Jahr 2022 gab es folgende Bildungseinrichtungen in Mitterskirchen:
- eine Kindertageseinrichtung: 130 genehmigte Betreuungsplätze, 150 betreute Kinder
- eine Volksschulen: 6 Lehrkräfte, 101 Schülerinnen und Schüler

1988 wurde ein neues Schulhaus für die Grund- und Mittelschule errichtet. Die Schule wurde 2004/2005 durch einen Erweiterungsbau vergrößert.

## Persönlichkeiten

### Söhne und Töchter der Gemeinde
- Thomas Bauer (1821–1893), Theologe, Benediktiner